# 김진태 (일진회)
김진태(金振泰)는 대한제국 말기에 일진회 회원이었다. 아호는 운소(雲沼)이다.

## 생애
1905년 송병준, 이용구 등이 전년도에 결성해 운영 중이던 친일단체 일진회의 평의원이 되었고, 1908년에는 일진회 평안북도 지부장을 맡아 한일병합조약 체결을 재촉하는 합방청원운동을 벌였다.
1908년에 러일전쟁 때 일본군을 도운 공로를 인정받아 윤갑병 등과 함께 일본 정부로부터 훈5등 서보장을 서훈받은 바 있다. 1910년 한일 병합 후에 일진회 해산금으로 150원을 수령하였고, 1934년 흑룡회가 세운 일한합방기념탑 석실에도 합방 공로자로서 이름이 기록되었다.
1909년 일진회 계열이 설립한 대한노동회 회장과 1913년 천도교 계열의 신흥종교로 이용구가 창시한 시천교의 포덕사를 지냈다.

## 사후
- 2006년 친일반민족행위진상규명위원회가 조사 발표한 친일반민족행위 106인 명단과 2008년 발표된 민족문제연구소의 친일인명사전 수록예정자 명단 친일단체 부문에 포함되었다.

## 같이 보기
- 일진회
- 대한노동회
- 시천교

## 참고자료
- 친일반민족행위진상규명위원회 (2006년 12월). 〈김진태〉 (PDF). 《2006년도 조사보고서 II - 친일반민족행위결정이유서》. 서울. 651~656쪽쪽. 발간등록번호 11-1560010-0000002-10. 2007년 9월 26일에 원본 문서 (PDF)에서 보존된 문서. 2007년 8월 16일에 확인함.